# Amanda Sefton
Amanda Sefton, il cui vero nome è Jimanie Szardos, è un personaggio dei fumetti creato da Chris Claremont e Dave Cockrum. Conosciuta come Sefton, è apparsa per la prima volta in X-Men (vol. 1) n. 98 (aprile 1976), Amanda ha rivelato il suo vero nome Jimaine Szardos in X-Men Annual (vol. 1) n. 4 (1980), realizzato da Chris Claremont (testi) e John Romita Jr. (disegni).
Mentre come Daytripper è apparsa in Excalibur (vol. 1) n. 75 (marzo 1994), realizzato da Jim Krueger (testi) e Tim Sale (disegni). Invece come Magik II è apparsa in X-Men: Black Sun - The New X-Men n. 1 (novembre 2000), realizzato da Chris Claremont (testi) e Thomas Derenick (disegni).

## Biografia del personaggio
Jimanie è figlia della strega Margali Szardos. Crebbe assieme a suo fratello Stefan e Nightcrawler in un circo in Baviera. Jimanie s'innamorò e si fidanzò con Nightcrawler ma lo perse di vista quando lui scappò in America per sfuggire alle ire di Margali perché nel tentativo di fermare suo fratello Stefan, che era impazzito ed aveva ucciso due bambini, lo uccise accidentalmente. Jimanie non vide Kurt per molti anni, fino a quando Margali cercò di punirlo per l'omicidio di Stefan, e in quell'occasione Amanda aiutò Nightcrawler a convincere la madre dell'innocenza di lui. I due stettero insieme per un po' ma in seguito si lasciarono. Anni dopo divenuta esperta nella magia reclamò il dominio del limbo, prendendo il nome di Magik in onore a Illyana Rapsuntin, l'originale Magik. Recentemente ha aiutato l'ex fidanzato Nightcrawler in uno strano caso di sacrifici di bambini fatto da gente potente per poter controllare dei demoni, risolvendo la situazione all'ultimo momento bandendo i demoni dalla terra.

## Poteri e abilità
Jimanie è una potente strega, ciò le dà un vantaggio nell'affrontare nemici mistici e ha un ottimo talento investigativo. Jimanie ha come protettori due enormi serpenti, guardiani della sua dimora nel limbo. Amanda è una maga che segue il sentiero della Strada Ventosa. Il suo potere cambia nei suoi livelli, cresce e cala nel tempo, permettendole di evocare poteri come teletrasporto, fusione di illusioni, cambiamenti di forma, mistici colpi di forza, ipnotismo e manipolazione di altre complesse forze mistiche.
Quando divenne Maga Suprema del Limbo, Amanda iniziò a maneggiare la potente spada dell'anima e mentre lei non poteva accedere a tutta la potenza della spada, poteva ancora creare e controllare le energie di teletrasporto sotto forma di dischi di teletrasporto, per assorbire le anime di altri in modo permanente o semplicemente per immagazzinare e trasferire, per posizionare e immagazzinare la spada nel nulla assoluto e recuperarlo da dove è arrivato con facilità. Ha perso poi queste abilità quando l'accesso al Limbo le è stato negato (sigillandolo) e lei è tornata ad utilizzare i suoi normali poteri. Come Illyana Rasputin, più Amanda usava la spada, più appariva sul suo corpo la mistica armatura di Eldritch, oltre a caratteristiche demoniache come corna e zoccoli. L'armatura deflette o limita gli attacchi, sia fisici che magici. Sulla Terra le capacità di Amanda sono limitate. Ha perso anche queste abilità quando l'accesso al Limbo le è stato negato.